# Tú y yo (canción de Juan Camacho)
«Tú y yo» es una canción compuesta por Umberto Tozzi para Juan Camacho editada por la casa discográfica Epic en 1979. El sencillo, con la segunda canción titulada «Me falta», salió al mercado en abril con una gran publicidad debido a que por primera vez el exitoso cantante italiano componía canciones para un artista español. Umberto Tozzi llegó a confesar que no había conocido una voz como la del valenciano. Sea como fuere los temas se editaron y obtuvieron una cálida acogida por parte del mercado discográfico sirviendo para relanzar a Juan Camacho al panorama musical español. 
El proyecto de Juan no sólo era grabar estos dos temas, sino componer varias canciones más que se reunirían en un tercer L.p. El proyecto nunca llegaría a ver la luz puesto que el sencillo «Tú y yo» significó el punto final de su carrera discográfica, lo que no impidió que los contratos siguieran llegando hasta el trágico 8 de agosto de 1982 en donde, volviendo de una actuación, sufrió el accidente que le dejaría en coma durante algo más de dos meses y de cuyas secuelas moriría el 21 de octubre.

## Créditos
- Arreglos: Eduardo Leyva
- Ingeniero de sonido: Bryan Sttot
- Una producción Mecenas para discos EPIC